# Império Selêucida
O Império Selêucida foi um Estado helenista que existiu após a morte de Alexandre, o Grande da Macedónia, cujos generais entraram em conflito pela divisão de seu império. Entre 323 e 64 a.C. existiram mais de 30 reis da dinastia selêucida.

## A divisão do império de Alexandre (323–281 a.C.)
Alexandre, o Grande havia conquistado o Império Aquemênida em pouco tempo e morrera jovem, deixando sem herdeiros um extenso império de cultura parcialmente helênica. Em vista disso, seus generais (os diádocos) terminaram por lutar na tentativa de obter supremacia sobre o império deixado.
Seleuco, um de seus generais, estabeleceu-se na Babilônia em 312 a.C. - ano geralmente usado para definir a data da fundação do Império Selêucida. Ele governou não somente a Babilônia, mas a gigantesca parte oriental do império de Alexandre. Após vencer Antígono Monoftalmo na Batalha de Isso em 301 a.C., ao lado de Lisímaco, Seleuco obteve controle sobre a Anatólia oriental e sobre a parte norte da Síria. Nessa última área, fundou uma nova capital em Antioquia, cidade a qual deu o nome do pai. Uma outra capital alternativa foi estabelecida em Selêucia do Tigre, ao norte da Babilônia. O império de Seleuco alcançou sua extensão máxima após a morte de seu aliado de longa data, Lisímaco, na Batalha de Corupédio em 281. Seleuco ampliou seu controle, abarcando a Anatólia ocidental. Ainda tinha esperanças de controlar as terras de Lisímaco na Europa - Trácia, e mesmo a própria Macedônia -, mas terminou por ser assassinado por Ptolomeu Cerauno logo ao chegar ao continente europeu. Seu filho e sucessor, Antíoco I Sóter, mostrou-se incapaz de recomeçar de onde seu pai havia parado, nunca conquistando as partes europeias do império de Alexandre. Ainda assim, possuía um reino incrivelmente vasto - consistia de basicamente todas as porções asiáticas do império. Seus inimigos eram Antígono II Gonatas na Macedônia e Ptolomeu II Filadelfo no Egito.
A extensão do Império Selêucida, que cobria desde o mar Egeu até o atual Afeganistão, trouxe uma multidão de povos: gregos, persas, medos, sírios, judeus, indianos, entre outros. Sua população total foi estimada em 35 milhões de habitantes, ou 15% da população mundial na época em que era o maior e mais poderoso império do mundo. Seus governantes mantinham uma posição política cujo interesse era salvaguardar a ideia de unidade racial introduzida por Alexandre. Em 313 a.C., os ideais helênicos (disseminados por filósofos, historiadores, oficiais em reserva e casais de casamento inter-racial provindos do vitorioso exército macedônio) haviam começado sua expansão de quase 250 anos nas culturas do Oriente Médio e da Ásia central. O esqueleto estrutural da forma de governo do império consistia em estabelecer centenas de cidades para troca e ocupação. Muitas cidades começaram - ou foram induzidas - a adotar não só pensamentos filosóficos, como também sentimentos religiosos e políticas de natureza helênica. A tentativa de sintetizar o helenismo com culturas nativas e diferentes correntes intelectuais resultou em sucessos de tamanho ou naturezas diferentes - tendo como consequência paz e rebelião simultâneas em diferentes partes do império.

## Eclipse e reflorescimento

Império Selêucida entre 200-

Quando o filho de Antíoco II, Seleuco II Calínico, subiu ao trono por volta de 246 a.C. os selêucidas já estavam em declínio. Além das secessões da Pártia e da Bactriana, Seleuco II foi dramaticamente derrotado na Terceira Guerra Síria contra Ptolomeu III do Egito, tendo, logo depois, que lutar numa guerra civil contra seu próprio irmão, Antíoco Hierax. Também na Ásia Menor a dinastia selêucida perdia controle - gauleses já se haviam estabelecido completamente na Galácia; reinos semi-independentes e semi-helenizados haviam surgido na Bitínia, em Ponto e na Capadócia; e a cidade de Pérgamo, no ocidente, asseverava sua independência sob a Dinastia Atálida, formando o Reino de Pérgamo.
Porém, um reflorescimento teria início quando o filho mais novo de Seleuco II, Antíoco III o Grande, tomou o trono em 223 a.C. Apesar do malogro inicial na Quarta Guerra Síria com o Egito, que levou a uma derrota vergonhosa na Batalha de Ráfia (217 a.C.), Antíoco se tornaria o maior dos governantes selêucidas após o próprio Seleuco I Nicátor. Após a derrota em Ráfia, passou 10 anos em sua "anábase" através das partes orientais de seu domínio - restaurando vassalos rebeldes como Pártia e Bactriana ao menos a obediência nominal, e até procurando competir com Alexandre, montando expedição até a Índia.
Ao retornar ao ocidente em 205 a.C., Antíoco descobriu que com a morte de Ptolomeu IV a situação mostrava-se propícia para nova campanha ocidental.
Antíoco e Filipe V da Macedônia então fizeram um acordo para dividir as possessões ptolemaicas fora do Egito, e na Quinta Guerra Síria os selêucidas destituíram Ptolomeu V do controle sobre Celessíria. A Batalha de Pânio (198 a.C.) transferiu definitivamente esses valores e arrendamentos aos ptolomeus e aos selêucidas. Antíoco parecia haver, no mínimo, restaurado a glória do Reino Selêucida.
A relação com os judeus teve o climax quando Antíoco IV Epifânio tentou banir alguns praticas judaicas da região da judeia, como hábitos alimentares, reforma no culto do templo e a respeito do Sabá. Enveredou para uma revolta liderada por Judas Macabeu, o império acabou perdendo muito terreno na Judeia, Samaria , Jerusalém, Idumeua e Galileia.

## Confronto com Roma
O acordo entre Filipe V da Macedônia e Antíoco III causou grande inquietação nos seus vizinhos mais importantes no mar Egeu e na Ásia Menor: Rodes e Pérgamo. Há quem duvide da existência do acordo que tinha como principal objetivo a divisão do império lágida. Provavelmente, sendo verdadeiro, não teria o alcance nem a consistência que lhe atribuem. Em breve, os interesses dos Antigónidas e dos Selêucidas entrariam em conflito e Filipe V contava já com esse facto.
Verdade ou não, Rodes e Pérgamo enviam embaixadas a Roma denunciando as pretensões macedónias. Filipe V não temia qualquer ação romana, confiando nos termos da Paz de Fenice, assinada em 205 a.C.. Infelizmente, Roma envolveu-se no conflito, temendo ou não qualquer operação conjunta de Filipe V e de Antíoco III Magno contra o Ocidente. A luta foi feroz e a Macedônia acaba esmagada na memorável batalha de Cinoscéfalos (198 a.C.).
Roma entra então em contacto com Antíoco III. As consequências do recuo da Macedónia são dramáticas em todo o mundo egeu. Num discurso emotivo, Roma proclama a liberdade de todos os estados gregos. Se a situação é clara para os gregos da Europa, no que diz respeito à Ásia ninguém sabe qual o seu alcance. Roma e Antíoco III entram em negociações: Roma dá a entender que estará disposta a ignorar a sorte as cidades gregas da Ásia, em contrapartida, Antíoco III retira-se da Trácia. No fundo, nenhum dos lados pretende entrar em guerra, muito menos por causa dos instáveis gregos. Antíoco III recebe as propostas romanas mas não parece dar sinais de estar disposto a recuar, ele que devotou toda a sua vida ao restauro do reino de Seleuco I. O seu objectivo é ganhar tempo.
Serão precisamente os instáveis e imprevisíveis gregos que irão precipitar e desencadear um conflito em larga escala. A Etólia, apesar de aliada de Roma contra a Macedónia, sente-se traída e humilhada pelos romanos. Aproveitando a retirada das legiões romanas, dá início a uma guerra anti-romana. Em breve, os etólios apelam a Antíoco III para que marche sobre a Grécia e a liberte da influência romana. Antíoco vê-se envolvido numa armadilha. É completamente apanhado de surpresa. Não avançar, significará o ruir de todo o seu prestígio e o rei sente-se contrariado porque tem a terrível noção de que não dispõe, no momento, de forças militares suficientes para garantir um triunfo. Roma e os Selêucidas são arrastados para a guerra contra a sua vontade.